# Terndrup
Terndrup er en lille by i Himmerland med 1.650 indbyggere  (2024), beliggende i Terndrup Sogn. Terndrup hører til Rebild Kommune og ligger i Region Nordjylland.
I byen findes Terndrup Kro, en kongelig privilegeret kro fra 1853, og Terndrup Kirke der er en nygotisk bygning opført i 1901. Kirken blev oprindelig bygget som filialkirke til den noget ældre Lyngby Kirke i landsbyen Lyngby nord for Terndrup.
Fra den østhimmerlandske by er der 11 kilometer til Kongerslev, 12 til Hadsund, 15 til Arden og knap 32 kilometer til Aalborg.

## Historie
I 1682 bestod landsbyen af 11 gårde, 2 huse med jord og 5 huse uden jord. Det samlede dyrkede areal udgjorde 318,1 tønder land skyldsat til 59,75 tønder hartkorn. Dyrkningsformen var græsmarksbrug med tægter.
I 1875 beskrives byen således: "Terndrup med Skole, Apothek, Drstrictslæge- og Lægebolig, Kro, Vandmølleog en Stampemølle (tæt ved Byen er en lille Lund, hvor Folkefester afholdes)".
I 1901 beskrives byen således: "Terndrup, ved Landevejen, med Kirke (opf. 1900-1901, Arkitekt: A. Wiinholt), Skole, Ting- og Arresthus (opf. 1885, en Bygning i to Stokv. af røde Mursten; det ejes af Amtskommunen), Kontor og Bolig for Herredsfogden i Hellum-Hindsted Hrd., Amtssygehus (opf. 1892, bestaar af to Bygninger, den ene for smitsomme Sygdomme), Distriktslægebolig, Apotek, Sessionssted for 5. Udskrivningskr.’ Lægd 393-417, Købmandsforretninger , Haandværkere, Kro, Telegraf- og Telefonstation samt Postekspedition." I 1906 havde Terndrup 397 indbyggere, i 1911 409 og i 1916 422 indbyggere.
Terndrup fortsatte sin stagnerende udvikling i mellemkrigstiden og umiddelbart efter 2. verdenskrig: byen havde i 1921 397 indbyggere, i 1925 388, i 1930 422, i 1935 401, i 1940 441, i 1945 426, i 1950 498, i 1955 472, i 1960 654 og i 1965 745 indbyggere.

## Indbyggertal
| År   | Antal indbyggere |
| ---- | ---------------- |
| 1997 | 1.586            |
| 2006 | 1.515            |
| 2007 | 1.514            |
| 2008 | 1.514            |
| 2009 | 1.506            |
| 2010 | 1.512            |
| 2011 | 1.567            |
| 2012 | 1.558            |